# Operation Cobra
Inte att förväxla med den Operation Cobra som var del av Invasionen av Normandie.
Operation Cobra är Sveriges genom tiderna största utpressningsfall. Totalt uppmanades över 80 svenska företag och organisationer att samla in en summa på sammanlagt 1 055 000 000 kr. Vad som annars skulle drabba dem beskrevs i ett 19-sidigt dokument som polisen förfogade över.
Fallet tog sin början i februari 1983 när rikspolischef Holger Romander fick ett brev från signaturen "C". Sökandet efter "C" eller "Organisation Cobra" skulle komma att pågå i över ett års tid och sätta säkerhetspolisens personal på hårda prov, alltmedan de utsatta organisationerna stod inför ett landsomfattande terrorhot. Hoten togs på största allvar och man spanade länge i militära kretsar. Flera bombatrapper utplacerades men några riktiga bomber tillverkades aldrig.
Efter omfattande spaning greps slutligen en ensam 37-årig taxichaufför, född 1946. Gärningsmannen kunde fällas bland annat tack vare hans egna noggrant nedtecknade dagböcker och att han behållit kopior av alla kravbrev som skickats. Dom föll i Stockholms tingsrätt 26 april 1985 och han dömdes till rättspsykiatrisk vård, men släpptes fri efter en dryg vecka eftersom han av psykiatrin inte bedömdes som farlig för varken sig själv eller andra.
Efter tingsrättsdomen väckte gärningsmannen enskilt åtal mot bland andra chefsrådmannen vid Stockholms tingsrätt för att handlingarna i hans ärende inte hade sekretessbelagts av domstolen, då han menade att hans planer behövde skyddas. Tingsrätten, Svea hovrätt och Högsta domstolen avvisade hans krav.
P3 Dokumentär sände ett avsnitt om Operation Cobra söndag 18 oktober 2009, producerat av Fredrik Johnsson.